# Стрибки у воду на літніх Олімпійських іграх 2024 — трамплін, 3 метри (жінки)
Змагання зі стрибків у воду з трьохметрового трампліна серед жінок на літніх Олімпійських іграх 2024 триватимуть з 7 до 9 серпня в Паризькому центрі водних видів спорту. Це буде 25-та поява цієї дисципліни на Олімпійських іграх. Її проводили на всіх Олімпіадах починаючи з 1920 року.

## Розклад
Вказано центральноєвропейський час (UTC+1)
| Дата          | Час   | Раунд            |
| ------------- | ----- | ---------------- |
| 7 серпня 2024 | 15:00 | Попередній раунд |
| 8 серпня 2024 | 15:00 | Півфінал         |
| 9 серпня 2024 | 15:00 | Фінал            |

## Результати
Змагатимуться 28 стрибунок у воду з 19 країн.
| Місце | Ім'я                 | Країна                | Попередній раунд | Попередній раунд | Півфінал         | Півфінал         | Фінал            | Фінал            | Фінал            | Фінал            | Фінал            | Загалом          |
| Місце | Ім'я                 | Країна                | Результат        | Місце            | Результат        | Місце            | 1-й стрибок      | 2-й стрибок      | 3-й стрибок      | 4-й стрибок      | 5-й стрибок      | Загалом          |
| ----- | -------------------- | --------------------- | ---------------- | ---------------- | ---------------- | ---------------- | ---------------- | ---------------- | ---------------- | ---------------- | ---------------- | ---------------- |
| 1     | Чень Ївень           | Китай (CHN)           | 356.40           | 1                | 360.85           | 1                | 70.50            | 76.50            | 75.00            | 77.50            | 76.50            | 376.00           |
| 2     | Меддісон Кіні        | Австралія (AUS)       | 337.35           | 2                | 334.70           | 2                | 67.50            | 67.50            | 55.50            | 74.40            | 78.20            | 343.10           |
| 3     | Чан Яні              | Китай (CHN)           | 308.75           | 4                | 320.15           | 4                | 42.00            | 69.75            | 67.50            | 75.00            | 64.50            | 318.75           |
| 4     | К'яра Пеллакані      | Італія (ITA)          | 297.70           | 7                | 324.75           | 3                | 52.50            | 63.00            | 65.10            | 66.00            | 63.00            | 309.60           |
| 5     | Ясмін Гарпер         | Велика Британія (GBR) | 295.75           | 9                | 278.90           | 12               | 63.00            | 58.50            | 63.00            | 55.50            | 65.10            | 305.10           |
| 6     | Алехандра Естудільйо | Мексика (MEX)         | 276.45           | 17               | 317.05           | 5                | 58.50            | 60.45            | 57.00            | 66.00            | 60.00            | 301.95           |
| 7     | Валерія Антоліно     | Іспанія (ESP)         | 297.70           | 7                | 284.25           | 10               | 60.00            | 60.45            | 63.00            | 51.00            | 58.50            | 292.95           |
| 8     | Саскія Оттінгаус     | Німеччина (GER)       | 279.35           | 15               | 286.75           | 9                | 60.00            | 58.50            | 57.35            | 63.00            | 58.50            | 297.35           |
| 9     | Емілія Нільссон      | Швеція (SWE)          | 295.20           | 10               | 279.60           | 11               | 60.00            | 54.25            | 54.00            | 52.65            | 58.50            | 279.40           |
| 10    | Грейс Рід            | Велика Британія (GBR) | 303.25           | 5                | 290.05           | 7                | 58.50            | 41.85            | 54.00            | 55.50            | 66.00            | 275.85           |
| 11    | Джулія Вінсент       | ПАР (RSA)             | 283.50           | 13               | 297.30           | 6                | 54.00            | 67.50            | 66.00            | 38.75            | 45.00            | 271.25           |
| 12    | Нур Дабіта Сабрі     | Малайзія (MAS)        | 283.65           | 12               | 286.95           | 8                | 63.00            | 60.00            | 37.50            | 28.50            | 55.80            | 244.80           |
| 13    | Кім Су Чі            | Південна Корея (KOR)  | 285.50           | 11               | 272.75           | 13               | Завершила виступ | Завершила виступ | Завершила виступ | Завершила виступ | Завершила виступ | Завершила виступ |
| 14    | Аліша Колой          | Австралія (AUS)       | 276.60           | 16               | 270.60           | 14               | Завершила виступ | Завершила виступ | Завершила виступ | Завершила виступ | Завершила виступ | Завершила виступ |
| 15    | Аніслей Гарсія       | Куба (CUB)            | 272.40           | 18               | 264.90           | 15               | Завершила виступ | Завершила виступ | Завершила виступ | Завершила виступ | Завершила виступ | Завершила виступ |
| 16    | Аранса Васкес        | Мексика (MEX)         | 321.75           | 3                | 248.20           | 16               | Завершила виступ | Завершила виступ | Завершила виступ | Завершила виступ | Завершила виступ | Завершила виступ |
| 17    | Елена Бертоккі       | Італія (ITA)          | 282.30           | 14               | 245.10           | 17               | Завершила виступ | Завершила виступ | Завершила виступ | Завершила виступ | Завершила виступ | Завершила виступ |
| 18    | Еномото Харука       | Японія (JPN)          | 299.10           | 6                | 244.20           | 18               | Завершила виступ | Завершила виступ | Завершила виступ | Завершила виступ | Завершила виступ | Завершила виступ |
| 19    | Сара Бейкон          | США (USA)             | 264.40           | 19               | Завершила виступ | Завершила виступ | Завершила виступ | Завершила виступ | Завершила виступ | Завершила виступ | Завершила виступ | Завершила виступ |
| 20    | Єтте Мюллер          | Німеччина (GER)       | 262.85           | 20               | Завершила виступ | Завершила виступ | Завершила виступ | Завершила виступ | Завершила виступ | Завершила виступ | Завершила виступ | Завершила виступ |
| 21    | Мікамі Саяка         | Японія (JPN)          | 258.35           | 21               | Завершила виступ | Завершила виступ | Завершила виступ | Завершила виступ | Завершила виступ | Завершила виступ | Завершила виступ | Завершила виступ |
| 22    | Марґо Ерлам          | Канада (CAN)          | 258.30           | 22               | Завершила виступ | Завершила виступ | Завершила виступ | Завершила виступ | Завершила виступ | Завершила виступ | Завершила виступ | Завершила виступ |
| 23    | Гелле Туксен         | Норвегія (NOR)        | 257.10           | 23               | Завершила виступ | Завершила виступ | Завершила виступ | Завершила виступ | Завершила виступ | Завершила виступ | Завершила виступ | Завершила виступ |
| 24    | Маха Амер            | Єгипет (EGY)          | 250.20           | 24               | Завершила виступ | Завершила виступ | Завершила виступ | Завершила виступ | Завершила виступ | Завершила виступ | Завершила виступ | Завершила виступ |
| 25    | Прісіс Руїс          | Куба (CUB)            | 239.85           | 25               | Завершила виступ | Завершила виступ | Завершила виступ | Завершила виступ | Завершила виступ | Завершила виступ | Завершила виступ | Завершила виступ |
| 26    | Елізабет Руссел      | Нова Зеландія (NZL)   | 233.70           | 26               | Завершила виступ | Завершила виступ | Завершила виступ | Завершила виступ | Завершила виступ | Завершила виступ | Завершила виступ | Завершила виступ |
| 27    | Вікторія Кесарь      | Україна (UKR)         | 217.75           | 27               | Завершила виступ | Завершила виступ | Завершила виступ | Завершила виступ | Завершила виступ | Завершила виступ | Завершила виступ | Завершила виступ |
| 28    | Елісон Гібсон        | США (USA)             | 198.30           | 28               | Завершила виступ | Завершила виступ | Завершила виступ | Завершила виступ | Завершила виступ | Завершила виступ | Завершила виступ | Завершила виступ |